# Tipula (Platytipula) cumulata
Tipula (Platytipula) cumulata is een tweevleugelige uit de familie langpootmuggen (Tipulidae). De soort komt voor in het Palearctisch gebied.